# Света Богородица Хрисалиниотиса (Никозия)
„Света Богородица Хрисалиниотиса“ (на гръцки: Παναγία η Χρυσαλινιώτισσα) е православна църква в чертите на Стария град на Никозия, в непосредствена близост до Зелената линия, разделяща гръцката от турската част и попада в южната, гръцка зона. Наречена е така, заради иконата, намерена в храсталака на това място, и означава „Богородица на златния лен“. Построена е през 1450 година, по време на византийското управление на острова. Инициативата за изграждането ѝ принадлежи на кралица Елена Палеологина, византийска принцеса и съпруга на крал Йоан (Жан) II от франкската династия Лузинян. Това е първият православен храм в Никозия.
Първоначалната постройка е еднокуполна, еднокорабна църква, с цилиндричен свод, но в течение на годините претърпява толкова много промени, че оригиналната структура и форма са окончателно изгубени.
Църквата е прочута с ценните си икони и религиозни артефакти. Голямо количество от иконите, собственост на тази църква, се съхраняват във Византийския музей на града.